# BE MAX
『BE MAX』（ビー・マックス）は、日本の女性ダンス・ボーカルグループMAXの初のカバーアルバムである。

## 解説
- デビュー15周年メモリアル作品第2弾。
- 本作は、先行シングル「CAT'S EYE」と同様、メモリアルイヤーであるデビュー15周年を機に原点に立ち返り、70年代・80年代・90年代のJ-POP、アニメソングをユーロビートにアレンジしカバー（リメイク）したMAX初のカバーアルバムである。
- 後半の4曲はメンバーそれぞれによるソロカバー曲が収録されている。
- ジャケットの異なるCD+DVD、CDの2形態で発売。
- CDのみにはボーナストラックとして「TORA TORA TORA (15th Anniversary Mix)」を収録。「TORA TORA TORA (2010 YEAR OF THE TIGER REMIX)」のエクステンデッド・バージョン。
- リード曲「どんなときも。」のPVはロケ地である埼玉・東武動物公園の閉園後に撮影が敢行された。また、ヴィジョンファクトリーの携帯サイトで配信されている振り付け講座の映像はPV撮影の待ち時間である営業時間中、来園客がいない間に撮影。
- PVのコレオグラファーには「Love impact」、「銀河の誓い」以来3度目となるKABA.ちゃんこと椛島永次を起用。
- 9月5日に本作を引っ提げた1日限りのスペシャルライブ「MAX SPECIAL LIVE "BE MAX"」を赤坂BLITZで開催。

## 収録曲

### CD
1. 淋しい熱帯魚 [3:57]
作詞：及川眠子、作曲：尾関昌也、編曲：K-Muto
Wink「淋しい熱帯魚」のカバー。
2. アジアの純真 [3:53]
作詞：井上陽水、作曲：奥田民生、編曲：K-Muto
PUFFY「アジアの純真」のカバー。
3. 流星のサドル [4:45]
作詞：川村真澄、作曲：久保田利伸、編曲：渡辺剛
久保田利伸「流星のサドル」のカバー。
4. 恋しさと せつなさと 心強さと [4:36]
作詞・作曲：小室哲哉、編曲：K-Muto
篠原涼子 with t.komuro「恋しさと せつなさと 心強さと」のカバー。
5. どんなときも。 [4:07]
作詞・作曲：槇原敬之、編曲：K-Muto
アルバムリード曲。
槇原敬之「どんなときも。」のカバー。
6. ダンシング・ヒーロー [4:28]
日本語詞：篠原仁志、作詞・作曲：Anthony Baker and Angelina Kyte、編曲：渡辺剛）
荻野目洋子「ダンシング・ヒーロー」のカバー。
7. CAT'S EYE [3:34]
作詞：三浦徳子、作曲：小田裕一郎 / 編曲：SMK10）
32ndシングル。
杏里「CAT'S EYE」のカバー。
8. タッチ [4:07]
作詞：康珍化、作曲：芹澤廣明、編曲：SMK10
岩崎良美「タッチ」のカバー。
9. 残酷な天使のテーゼ [4:22]
作詞：及川眠子、作曲：佐藤英敏、編曲：SMK10
高橋洋子「残酷な天使のテーゼ」のカバー。
10. 夏の扉 [4:14]
作詞：三浦徳子、作曲：財津和夫、編曲：SMK10
松田聖子「夏の扉」のカバー。
11. フレンズ [4:18]
作詞：NOKKO、作曲：土橋安騎夫、編曲：K-Muto
REINAソロカバー曲。
レベッカ「フレンズ」のカバー。
12. DESIRE -情熱- [4:32]
作詞：阿木燿子、作曲：鈴木キサブロー、編曲：SMK10
MINAソロカバー曲。
中森明菜「DESIRE -情熱-」のカバー。
13. CHA-CHA-CHA [3:11]
日本語詞：今野雄二、作詞：B.GRAZIELLA、作曲：B.FABRIZIO, R.BENIAMINO, R.FRANCESCO, R.BRUNO、編曲：SMK10
LINAソロカバー曲。
石井明美「CHA-CHA-CHA」のカバー。
14. WAKU WAKUさせて [3:30]
作詞：松本隆、作曲：筒美京平、編曲：SMK10
NANAソロカバー曲。
中山美穂「WAKU WAKUさせて」のカバー。
15. 学園天国 [3:43]
作詞：阿久悠、作曲：井上忠夫、編曲：渡辺剛
フィンガー5「学園天国」のカバー。
16. TORA TORA TORA (15th Anniversary Mix) [5:43]
リミックス：Ovrar
ボーナストラック。CD盤のみ収録。
2コーラス目後の間奏に各1曲約5〜7秒間のサビ部分のノンストップミックスが追加されている。
「Seventies」〜「Kiss me Kiss me, Baby」〜「閃光-ひかり-のVEIL (Traditional Mix)」〜「一緒に･･･ (Sweet Mix)」〜「Give me a Shake (Euro-Power Mix)」〜「Grace of my heart (MAXIMUM Mix)」〜「Shinin' on - Shinin' love (Aggressive Mix)」〜「Love is Dreaming (Eurobeat Mix)」〜「Ride on time (Eurobeat Mix)」〜「あの夏へと (TIME GO GO REMIX)」〜「Love impact (MELODIC REMIX)」〜「銀河の誓い (Eurosenti Mix)」〜「恋するヴェルファーレダンス 〜Saturday Night〜 (RAVEMAN MIX)」〜「GET MY LOVE!」

### DVD
1. どんなときも。 (MUSIC CLIP)
2. どんなときも。 (MUSIC CLIP MAKING)
3. CAT'S EYE LIVE INTRODUCTION